# Chiesa dei Santi Pietro e Paolo (Bollengo)
La chiesa dei Santi Pietro e Paolo è un'antica chiesa romanica situata nella campagna del comune di Bollengo presso Ivrea in Piemonte.

## Storia
La chiesa, costruita intorno all'anno 1000, sorgeva nel villaggio di Pessano che, insieme a Paerno, formava nel 1250 il borgo di Bollengo. Tuttavia, Pessano andò presto incontro allo spopolamento venendo infine del tutto abbandonato; solo la sua chiesa, tutelata dal Capitolo della Cattedrale di Ivrea, si è conservata fino ai nostri giorni.

## Descrizione
La facciata della chiesa presenta un campanile in posizione centrale, secondo la cosiddetta tipologia clocher porche (campanile androne); l'interno presenta invece un'unica navata absidata, divisa in due campate da un ampio arco.
Sulle pareti interne vi sono resti di affreschi risalenti al XV secolo; in particolare, nella parte sinistra dell’abside è possibile ammirare una figura mutila di san Giorgio di cui si vede una gamba ricoperta da armatura con la coda del drago, mentre a destra, entro un riquadro, sono visibili due santi di cui probabilmente a sinistra san Giovanni Battista coperto di pelli e a destra un santo con mantello e cappuccio.
Il campanile, alto sei piani, presenta cinque campiture delimitate da lesene e da archetti pensili; alla feritoia del terzo piano succedono nell'alzato una monofora e due ordini di bifore.